# Port lotniczy Andros Town
Port lotniczy Andros Town – port lotniczy zlokalizowany w mieście Andros Town, na wyspie Andros (Bahamy).

## Linie lotnicze i połączenia
- Continental Airlines
  - Continental Connection obsługiwane przez Gulfstream International Airlines (Fort Lauderdale)
- Bahamasair (Nassau)
- Lynx Air International (Fort Lauderdale)
  - Lynx Air International obsługiwane przez Florida Coastal Airlines (Fort Lauderdale)